# Bobvilágbajnokság

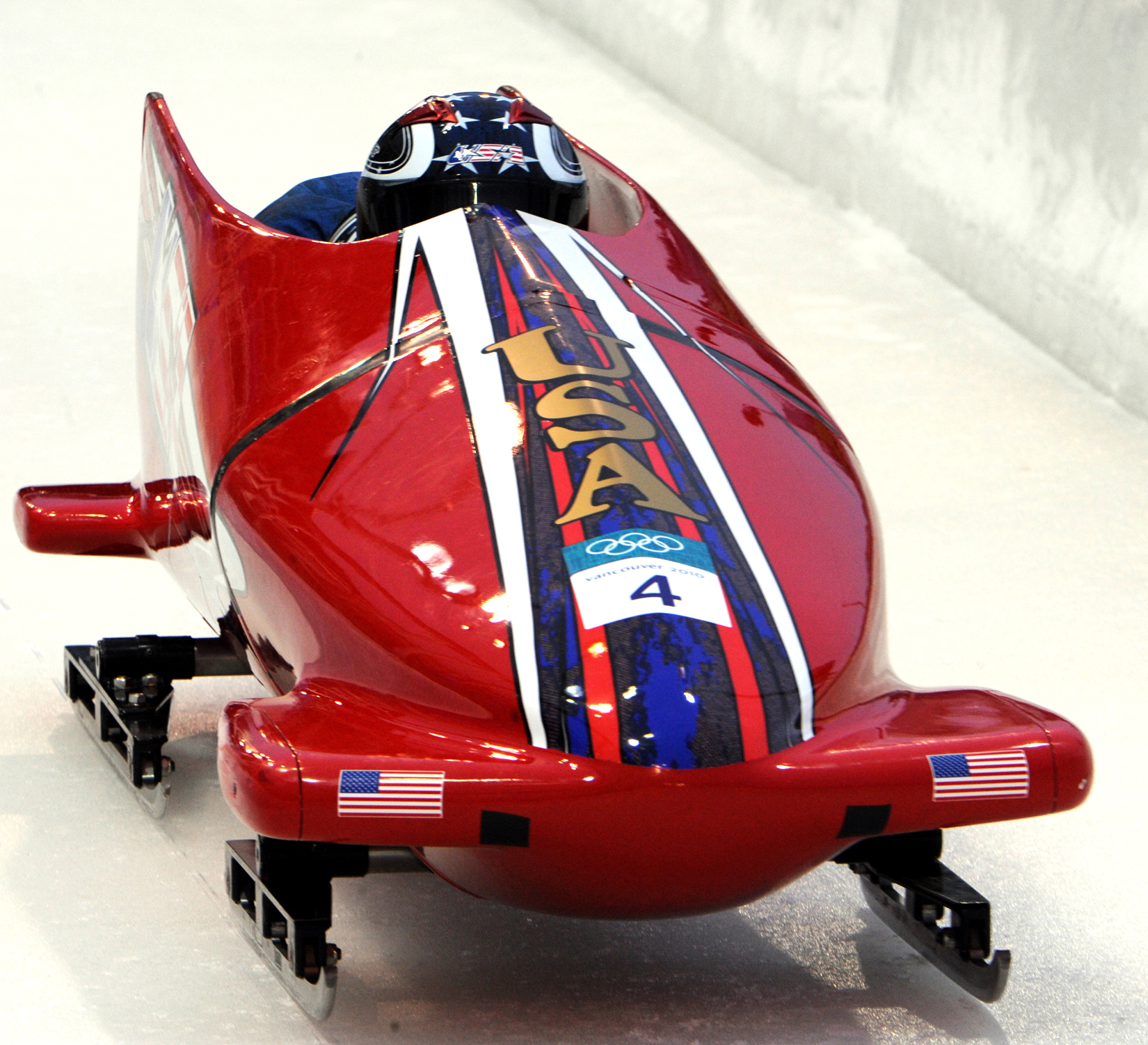
Amerikai ketteses bob

Bobvilágbajnokságokat 1930 óta rendeznek. Érdekesség, hogy a sportág előbb szerepelt az olimpiai játékok műsorán, minthogy saját világbajnoksága lett volna. 1930-ban a férfi négyesek vb-jét rendezték meg, a következő évben már bekapcsolódtak a férfi kettesek is, de 1939-ig külön helyszíneken. A női kettesek számára 2000-ben rendezték az első világbajnokságot. 2007-től rendeznek egy kombinált vegyes váltó-versenyt is, amelyben bob és szkeleton egységek vesznek részt. A vegyes váltó magyarázata az, hogy a bobosoknak és a szkeletonosoknak közös nemzetközi irányító szervezete van, a Fédération Internationale de Bobsleigh et de Tobogganing (FIBT).

## Világbajnokságok
| Év   | Ország                    | Helyszín               | Megjegyzés |
| 1930 | Svájc                     | Caux-sur-Montreux      | Négyes világbajnokság. |
| 1931 | Németország               | Oberhof                | Kettes világbajnokság. |
| 1931 | Svájc                     | St. Moritz             | Négyes világbajnokság. |
| 1933 | Németország               | Schreiberhau           | Kettes világbajnokság. |
| 1934 | Svájc                     | Engelberg              | Kettes világbajnokság. |
| 1934 | Németország               | Garmisch-Partenkirchen | Négyes világbajnokság. |
| 1935 | Ausztria                  | Igls                   | Kettes világbajnokság. |
| 1935 | Svájc                     | St. Moritz             | Négyes világbajnokság. |
| 1937 | Olaszország               | Cortina d’Ampezzo      | Kettes világbajnokság. |
| 1937 | Svájc                     | St. Moritz             | Négyes világbajnokság. |
| 1938 | Svájc                     | St. Moritz             | Kettes világbajnokság. |
| 1938 | Németország               | Garmisch-Partenkirchen | Négyes világbajnokság. |
| 1939 | Svájc                     | St. Moritz             | Kettes világbajnokság. |
| 1939 | Olaszország               | Cortina d’Ampezzo      | Négyes világbajnokság. |
| 1947 | Svájc                     | St. Moritz             | Először rendeztek közös vb-t a kettesek és a négyesek számára.                                                                      |
| 1949 | Amerikai Egyesült Államok | Lake Placid            | |
| 1950 | Olaszország               | Cortina d’Ampezzo      | |
| 1951 | Franciaország             | Alpe d’Huez            | |
| 1953 | Nyugat-Németország        | Garmisch-Partenkirchen | |
| 1954 | Olaszország               | Cortina d’Ampezzo      | |
| 1955 | Svájc                     | St. Moritz             | |
| 1957 | Svájc                     | St. Moritz             | |
| 1958 | Nyugat-Németország        | Garmisch-Partenkirchen | |
| 1959 | Svájc                     | St. Moritz             | |
| 1960 | Olaszország               | Cortina d’Ampezzo      | Rendkívüli vb az olimpia évében, mert a bob nem szerepelt annak műsorán.                                                            |
| 1961 | Amerikai Egyesült Államok | Lake Placid            | |
| 1962 | Nyugat-Németország        | Garmisch-Partenkirchen | |
| 1963 | Ausztria                  | Igls                   | |
| 1965 | Svájc                     | St. Moritz             | |
| 1966 | Olaszország               | Cortina d’Ampezzo      | Csak a kettesek versenyét rendezték meg, mert Toni Pensberger német versenyző halálos balesete miatt a négyesek versenyét törölték. |
| 1967 | Franciaország             | Alpe d’Huez            | Csak a kettesek versenyét rendezték meg, mert a négyesek versenyére az olvadás miatt használhatatlanná vált a pálya.                |
| 1969 | Amerikai Egyesült Államok | Lake Placid            | |
| 1970 | Svájc                     | St. Moritz             | |
| 1966 | Olaszország               | Cervinia               | |
| 1973 | Amerikai Egyesült Államok | Lake Placid            | |
| 1974 | Svájc                     | St. Moritz             | |
| 1975 | Olaszország               | Cervinia               | |
| 1977 | Svájc                     | St. Moritz             | |
| 1978 | Amerikai Egyesült Államok | Lake Placid            | |
| 1979 | Nyugat-Németország        | Königssee              | |
| 1981 | Olaszország               | Cortina d’Ampezzo      | |
| 1982 | Svájc                     | St. Moritz             | Első alkalommal rendeztek közös vb-t a férfi szkeletonosokkal.                                                                      |
| 1983 | Amerikai Egyesült Államok | Lake Placid            | |
| 1985 | Olaszország               | Cervinia               | |
| 1986 | Nyugat-Németország        | Königssee              | |
| 1987 | Svájc                     | St. Moritz             | |
| 1989 | Olaszország               | Cortina d’Ampezzo      | |
| 1990 | Svájc                     | St. Moritz             | |
| 1991 | Németország               | Altenberg              | |
| 1992 | Kanada                    | Calgary                | |
| 1993 | Ausztria                  | Igls                   | Eredetileg Cervinia nyerte el a rendezés jogát, de visszalépett.                                                                    |
| 1995 | Németország               | Winterberg             | |
| 1995 | Kanada                    | Calgary                | |
| 1997 | Svájc                     | St. Moritz             | |
| 1999 | Olaszország               | Cortina d’Ampezzo      | |
| 2000 | Németország               | Altenberg              | Férfi bob-vb. |
| 2000 | Németország               | Winterberg             | Első alkalommal rendeztek külön női vb-t a párosok számára.                                                                         |
| 2001 | Svájc                     | St. Moritz             | Férfi bob. |
| 2001 | Kanada                    | Calgary                | Női bob + férfi és női szkeleton.                                                                                                   |
| 2003 | Amerikai Egyesült Államok | Lake Placid            | Férfi bob. |
| 2003 | Németország               | Winterberg             | Női bob. |
| 2004 | Németország               | Königssee              | Először volt valamennyi bob- és szkeletonverseny egy helyen megrendezve.                                                            |
| 2005 | Kanada                    | Calgary                | |
| 2007 | Svájc                     | St. Moritz             | |
| 2008 | Németország               | Altenberg              | |
| 2009 | Amerikai Egyesült Államok | Lake Placid            | |
| 2011 | Németország               | Königssee              | Az eredeti rendező Cortina d’Ampezzo volt, de visszalépett.                                                                         |
| 2012 | Amerikai Egyesült Államok | Lake Placid            | |
| 2013 | Svájc                     | St. Moritz             | |
| 2015 | Németország               | Winterberg             | |
| 2016 | Ausztria                  | Igls                   | |

## Éremtáblázat
Utolsó frissítés: a 2013. évi világbajnokság után.

### Bob
- Németország és a Harmadik Birodalom eredményei együtt, de az NSZK és az NDK adatai nélkül szerepelnek.
- Oroszország és Szovjetunió eredményei külön szerepelnek.

| Ssz.      | Ország                         | Aranyérem | Ezüstérem | Bronzérem | Összesen |
| 1.        | Németország                    | 34        | 25        | 22        | 81       |
| 2.        | Svájc                          | 32        | 28        | 27        | 87       |
| 3.        | Olaszország                    | 18        | 18        | 6         | 42       |
| 4.        | Nyugat-Németország             | 10        | 13        | 12        | 35       |
| 5.        | Német Demokratikus Köztársaság | 8         | 9         | 8         | 25       |
| 6.        | Amerikai Egyesült Államok      | 7         | 13        | 20        | 40       |
| 7.        | Kanada                         | 5         | 4         | 4         | 13       |
| 8.        | Nagy-Britannia                 | 5         | 3         | 3         | 11       |
| 9.        | Románia                        | 2         | 2         | 2         | 6        |
| 10.       | Ausztria                       | 1         | 5         | 8         | 14       |
| 11.       | Oroszország                    | 1         | 3         | 2         | 6        |
| 12.       | Belgium                        | 1         | 1         | 1         | 3        |
| 13.       | Franciaország                  | 1         | 0         | 4         | 5        |
| 14.       | Csehszlovákia                  | 0         | 2         | 0         | 2        |
| 15.       | Svédország                     | 0         | 0         | 2         | 2        |
| 15.       | Szovjetunió                    | 0         | 0         | 2         | 2        |
| 17.       | Lettország                     | 0         | 0         | 1         | 1        |
| 17.       | Spanyolország                  | 0         | 0         | 1         | 1        |
| Összesen: | Összesen:                      | 125       | 126       | 125       | 376      |

### Bob–szkleteon vegyes csapat
| Ssz.      | Ország                    | Aranyérem | Ezüstérem | Bronzérem | Összesen |
| 1.        | Németország               | 4         | 3         | 0         | 7        |
| 2.        | Amerikai Egyesült Államok | 2         | 1         | 2         | 5        |
| 3.        | Kanada                    | 0         | 1         | 3         | 4        |
| 4.        | Svájc                     | 0         | 1         | 1         | 2        |
| Összesen: | Összesen:                 | 6         | 6         | 6         | 18       |

## Fordítás
- Ez a szócikk részben vagy egészben  a   FIBT World Championships című angol Wikipédia-szócikk ezen változatának fordításán alapul.  Az eredeti cikk szerkesztőit annak laptörténete sorolja fel. Ez a jelzés csupán a megfogalmazás eredetét és a szerzői jogokat jelzi, nem szolgál a cikkben szereplő információk forrásmegjelöléseként.